# Bruce Wayne: Gothom City 1987
Bruce Wayne: Gothom City 1987 è il sesto album in studio del rapper statunitense Esham, pubblicato nel 1997.

## Tracce
1. Comerica
2. You Still Ain't Shit to Me (feat. TNT & Moebadis)
3. 7 Mile Road
4. Lowlafalana
5. Change Ya Mind (feat. Mastamind & TNT)
6. You & Me
7. Gimme Ya Love (feat. Zelah Williams)
8. Who Is Bruce Wayne
9. 1987
10. You Betta Ask Somebody (feat. Mastamind, TNT, Drunken Master & Zelah Williams)
11. Where My Bitch At
12. Fuck Da Fame
13. Seems Like Yesterday (feat. Zelah Williams)
14. Untitled (feat. Mastamind)
15. Untitled
16. Detective (feat. Mastamind, TNT, & Moebadis)
17. Nervous
18. Untitled
19. Untitled
20. Untitled
21. Gotham City